# Lhadji Badiane
Pour les articles homonymes, voir Badiane.
Lhadji Badiane, né le 16 avril 1987 à Strasbourg, est un footballeur français, évoluant au poste d'attaquant.

## Biographie
Lhadji Badiane est originaire du Sénégal, mais il grandit dans le quartier de Cronenbourg à Strasbourg. Passé par le FC Gueugnon et le SC Schiltigheim, il rejoint les équipes de jeunes du Stade rennais FC en juin 2005 mais peine à se faire une place. Il explose en 2006-2007 et marque 19 buts avec la réserve du club pour obtenir le titre de champion de France des réserves professionnelles le 2 juin 2007. Pour l'occasion, il marque en finale l'un des trois buts contre l'Olympique lyonnais.
Il signe un premier contrat professionnel de trois ans en 2007, et dispute cette même année son premier match de Ligue 1, le 19 août en entrant en jeu lors d'un déplacement du Stade rennais à Nice. Cette même saison, il découvre la Coupe de l'UEFA.
Il est prêté pour la saison 2008-2009 au Clermont Foot Auvergne en Ligue 2 avec Kévin Bru et marque son premier but professionnel, sous les couleurs clermontoises, le 8 août 2008 contre Brest. Son prêt se passe bien mais à son retour à Rennes il est barré par la concurrence. Le Stade rennais prolonge son contrat mais ne lui donne pas sa chance. Le 30 août 2010, il est de nouveau prêté pour une saison en Ligue 2, cette fois au Dijon FCO.
Le 15 juin 2011, le Stade lavallois annonce être parvenu à un accord pour son transfert, qui est officialisé le 21 juin 2011. Victime d'une rupture des ligaments croisés en septembre 2011, il est indisponible pour le reste de la saison.
Non conservé par le Stade lavallois en 2013, il participe au stage estival de l'UNFP de juillet à septembre avant de poursuivre sa carrière en Allemagne pendant six saisons.
Il fait son retour au Stade lavallois en 2019.

## Statistiques
| Saison                | Club                    | Championnat           | Championnat | Championnat | Coupe nationale | Coupe nationale | Coupe de la Ligue | Coupe de la Ligue | Compétition(s) continentale(s) | Compétition(s) continentale(s) | Compétition(s) continentale(s) | Total | Total |
| Saison                | Club                    | Division              | M.          | B.          | M.              | B.              | M.                | B.                | Comp.                          | M.                             | B.                             | M.    | B.    |
| 2007-2008             | Stade rennais FC        | Ligue 1               | 5           | 0           | 1               | 0               | 1                 | 0                 | C3                             | 2                              | 0                              | 9     | 0     |
| 2008-2009             | Clermont Foot 63 (prêt) | Ligue 2               | 34          | 6           | 2               | 1               | 1                 | 1                 | -                              | -                              | -                              | 37    | 8     |
| 2009-2010             | Stade rennais FC        | Ligue 1               | 0           | 0           | 2               | 0               | 1                 | 0                 | -                              | -                              | -                              | 3     | 0     |
| 2010-2011             | Dijon FCO (prêt)        | Ligue 2               | 19          | 1           | 1               | 0               | 0                 | 0                 | -                              | -                              | -                              | 20    | 1     |
| 2011-2012             | Stade lavallois         | Ligue 2               | 11          | 2           | 0               | 0               | 1                 | 0                 | -                              | -                              | -                              | 12    | 2     |
| 2012-2013             | Stade lavallois         | Ligue 2               | 0           | 0           | 0               | 0               | 0                 | 0                 | -                              | -                              | -                              | 0     | 0     |
| 2013-2014             | SV Stuttgarter Kickers  | 3.Liga                | 20          | 5           | 0               | 0               | -                 | -                 | -                              | -                              | -                              | 20    | 5     |
| 2014-2015             | SV Stuttgarter Kickers  | 3.Liga                | 31          | 5           | 1               | 0               | -                 | -                 | -                              | -                              | -                              | 32    | 5     |
| 2015-2016             | SV Stuttgarter Kickers  | 3.Liga                | 22          | 2           | 1               | 1               | -                 | -                 | -                              | -                              | -                              | 23    | 3     |
| Total sur la carrière | Total sur la carrière   | Total sur la carrière | 142         | 21          | 8               | 2               | 4                 | 1                 | -                              | 2                              | 0                              | 156   | 24    |

## Palmarès
- 2007 : Champion de France des réserves professionnelles avec Stade rennais.